# Pseudognaphalium luteoalbum
 Pseudognaphalium luteoalbum   (L.) Hilliard & B.L.Burtt, 1981  è una specie di pianta angiosperma dicotiledone della famiglia delle Asteraceae (sottofamiglia Asteroideae).

## Etimologia
Il nome del genere è formato da due parole greche: "pseudo" (= falso, ingannevole) e “gnaphalon” (= ciuffo di lana) in riferimento all'aspetto lanoso di queste piante. Il nome del genere si contrappone al genere botanico Gnaphalium, più o meno simile a quello di questa voce.  L'epiteto specifico (luteoalbum) indica dei colori variabili tra il giallo e il banco.
Il nome scientifico della specie è stato definito dai botanici Carl Linnaeus (1707-1778), Olive Mary Hilliard (1925-2022) e Brian Laurence Burtt (1913-2008) nella pubblicazione " Botanical Journal of the Linnean Society" ( Bot. J. Linn. Soc. 82(3): 206 ) del 1981.

## Descrizione

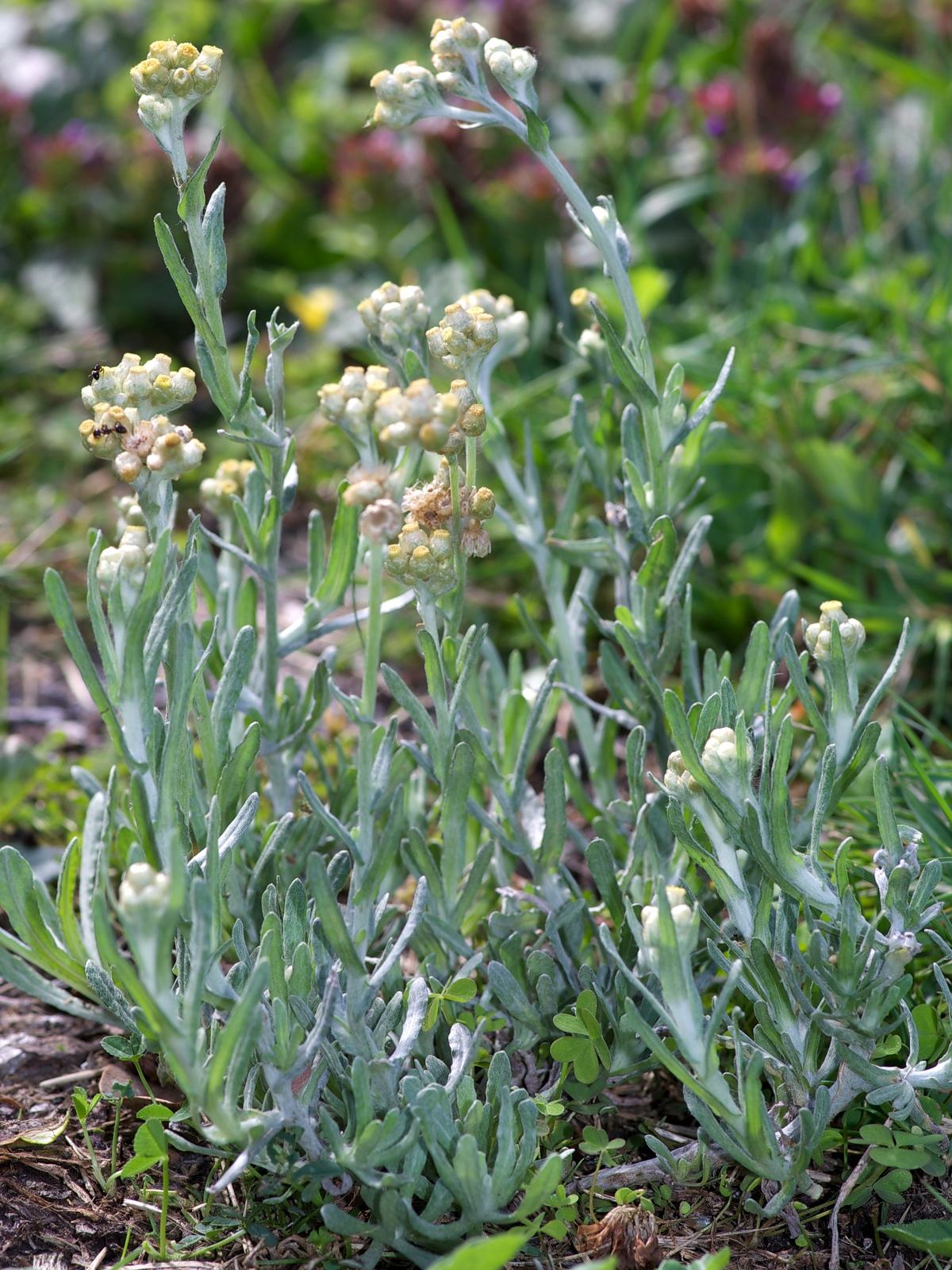
Il portamento

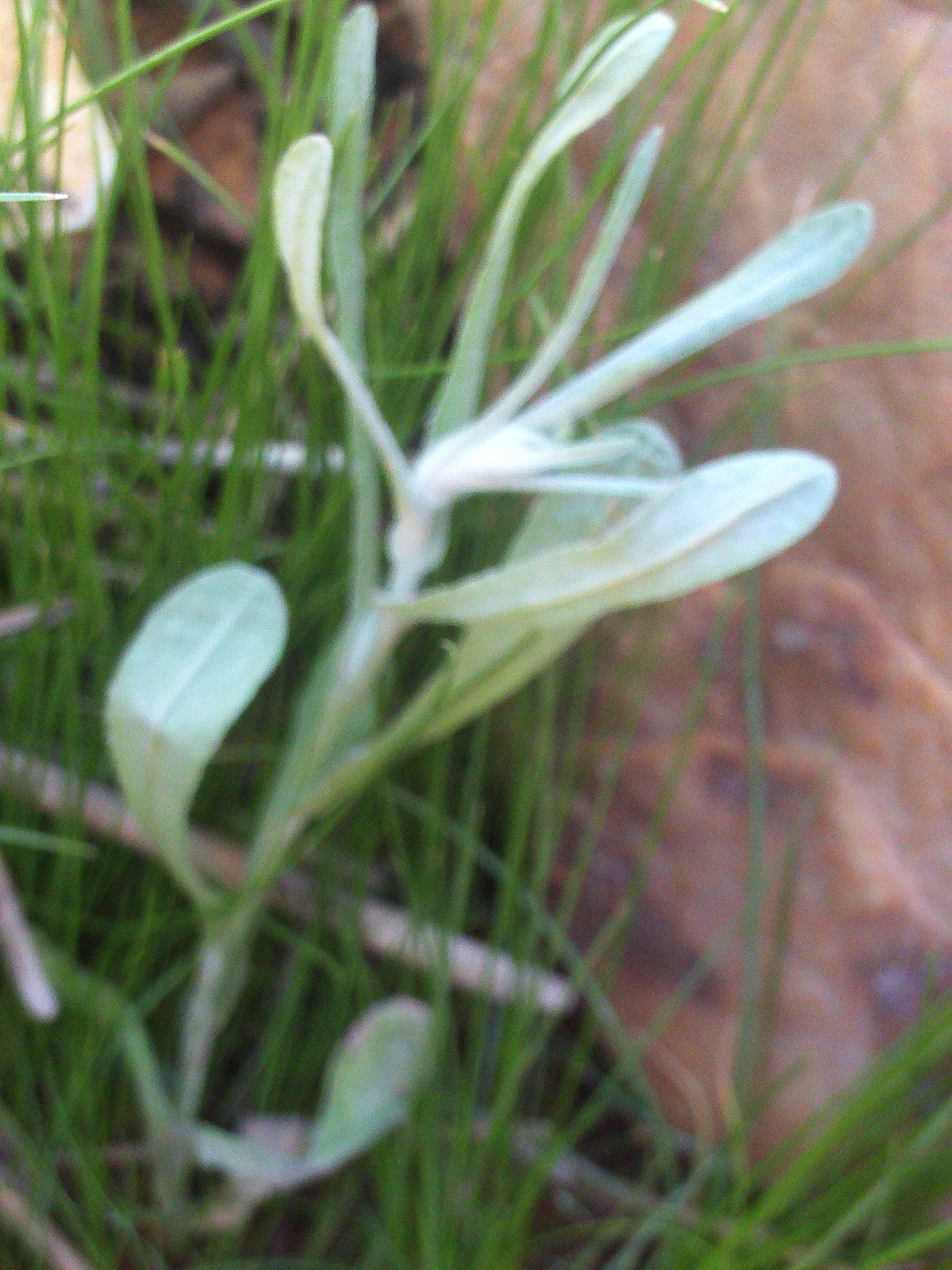
Le foglie

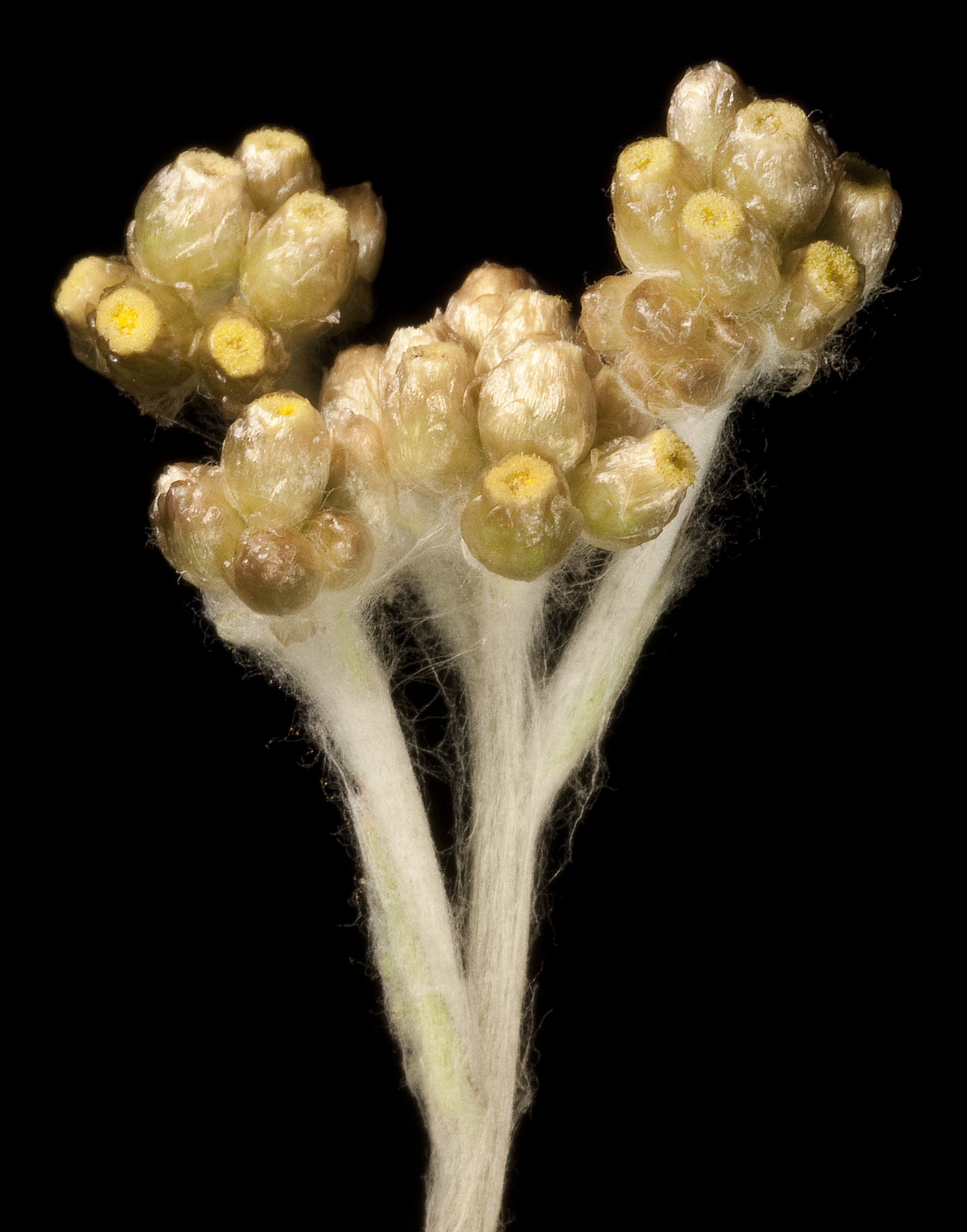
Infiorescenza

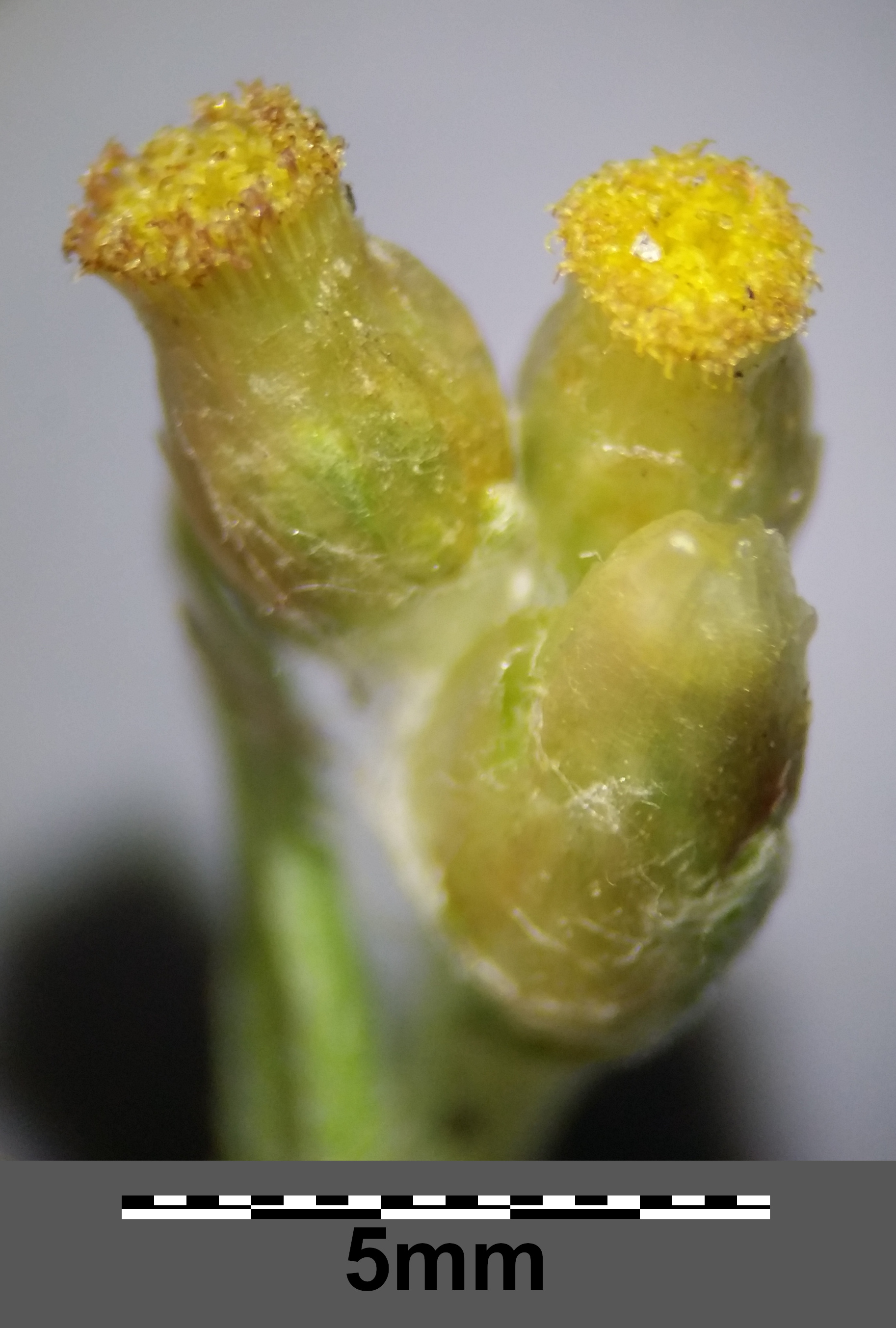
I fiori

Habitus. La specie di questa voce ha un habitus di tipo erbaceo annuale. La forma biologica è terofita parassita (T par), ossia in generale sono piante erbacee che differiscono dalle altre forme biologiche poiché, essendo annuali, superano la stagione avversa sotto forma di seme e possiedono organi specifici per nutrirsi della linfa di altre piante. I cauli di queste piante sono provvisti del floema, ma non di canali resiniferi; mentre i sesquiterpeni lattoni sono normalmente assenti (piante senza lattice). Alcune specie sono aromatiche.
Fusto. La parte aerea in genere è eretta, semplice e regolarmente ramosa. La superficie può essere più o meno lanosa-tomentosa, ma non ghiandolosa. La parte ipogea è un fittone; le radici a volte sono fibrose. L'altezza varia da 5 a 30 (40) cm.
Foglie. Le foglie, sia basali che cauline, in genere sono disposte in modo alternato e sono sessili e appena decorrenti (1 – 2 mm). La lamina è intera con forme oblanceolato-lineari con apici acuti; le basi sono semi-abbraccianti; i margini sono continui. La superficie, uninervia, è bianco-tomentosa o grigio-lanosa su entrambe le facce. Dimensione delle foglie: 2 - 5 x 10 – 25 mm.
Infiorescenza. Le sinflorescenze sono composte da 4 - 10 capolini raccolti in formazioni racemose fogliose (o glomeruli). Le infiorescenze vere e proprie sono formate da un capolino terminale peduncolato di tipo discoide (con fiori omogami) o disciforme (con fiori eterogami). Le foglie bratteali non sono presenti. I capolini sono formati da un involucro, con forme da subglobose a campanulate, composto da diverse brattee, al cui interno un ricettacolo fa da base ai fiori. Le brattee, bianco-gialle e a consistenza cartacea e superficie glabra, sono disposte in modo più o meno embricato su 3 - 4 serie e sono libere alla base (gli strati di stereoma sono divisi);  talora possono avere un margine ialino. Il ricettacolo è nudo ossia senza pagliette a protezione della base dei fiori; la forma è piatta. Dimensione dell'involucro: 4 – 5 mm. Diametro dei glomeruli delle sinflorescenze: 1 – 2 cm.
Fiori.  I fiori (quelli esterni: 135 - 160; quelli interni: 5 - 10) sono tetra-ciclici (formati cioè da 4 verticilli: calice – corolla – androceo – gineceo) e pentameri (calice e corolla formati da 5 elementi). Sono inoltre tubulosi, attinomorfi e si distinguono in:
- fiori del disco esterni: sono femminili (pistillati) e filiformi;
- fiori del disco centrali: sono ermafroditi (bisessuali).

In questo gruppo di piante i fiori radiati (ligulati o del raggio) sono assenti; a volte sono confusi con i fiori femminili (tubulosi) del disco esterno più o meno sub-zigomorfi con un lembo piatto e possono essere interpretati come fiori del raggio.
- Formula fiorale:

*/x K {\displaystyle \infty }, [C (5), A (5)], G 2 (infero), achenio
- Calice: i sepali del calice sono ridotti ad una coroncina di squame.
- Corolla: la forma della corolla normalmente è tubolare con 5 lobi (raramente 4); i lobi hanno una forma deltata o più o meno lanceolata. I colori della corolla sono giallo e tonalità vicine; i fiori interni hanno delle punte rossastre..
- Androceo: l'androceo è formato da 5 stami sorretti da filamenti generalmente liberi; gli stami sono connati e formano un manicotto circondante lo stilo; le teche (produttrici del polline) sono prive di sperone, ma hanno la coda (una sola); le appendici apicali delle antere hanno delle piatte; il tessuto endoteciale (rivestimento interno dell'antera) è quasi sempre polarizzato (con due superfici distinte: una verso l'esterno e una verso l'interno). Il polline è di tipo echinato (con punte sporgenti) a forma sferica è formato inoltre da due strati di ectesine, mentre lo strato basale è spesso e regolarmente perforato (tipo “gnafaloide”).[9]
- Gineceo: l'ovario è infero uniloculare formato da 2 carpelli. Lo stilo (il recettore del polline) è intero o biforcato con due stigmi nella parte apicale. Gli stigmi hanno una forma troncata; possono essere ricoperti da minute papille o avere dei penicilli apicali. Le superfici stigmatiche sono separate.[9]
- Antesi: da giugno a novembre.

Frutti. I frutti sono degli acheni con pappo. Gli acheni sono piccoli a forma variabile da oblunga (compressa) a obovoidale; la superficie è pubescente per doppi peli clavati; il pericarpo può essere percorso longitudinalmente da 4 - 6 fasci vascolari o creste. Il pappo in genere ridotto e persistente, è formato da una serie di setole capillari barbate lunghe 2,5 mm, libere alla base. Dimensione degli acheni: 0,5 mm.

## Biologia
Impollinazione: l'impollinazione avviene tramite insetti (impollinazione entomogama tramite farfalle diurne e notturne).

Riproduzione: la fecondazione avviene fondamentalmente tramite l'impollinazione dei fiori (vedi sopra).

Dispersione: i semi (gli acheni) cadendo a terra sono successivamente dispersi soprattutto da insetti tipo formiche (disseminazione mirmecoria). In questo tipo di piante avviene anche un altro tipo di dispersione: zoocoria. Infatti gli uncini delle brattee dell'involucro (se presenti) si agganciano ai peli degli animali di passaggio disperdendo così anche su lunghe distanze i semi della pianta. Inoltre per merito del pappo il vento può trasportare i semi anche a distanza di alcuni chilometri (disseminazione anemocora).

## Distribuzione e habitat

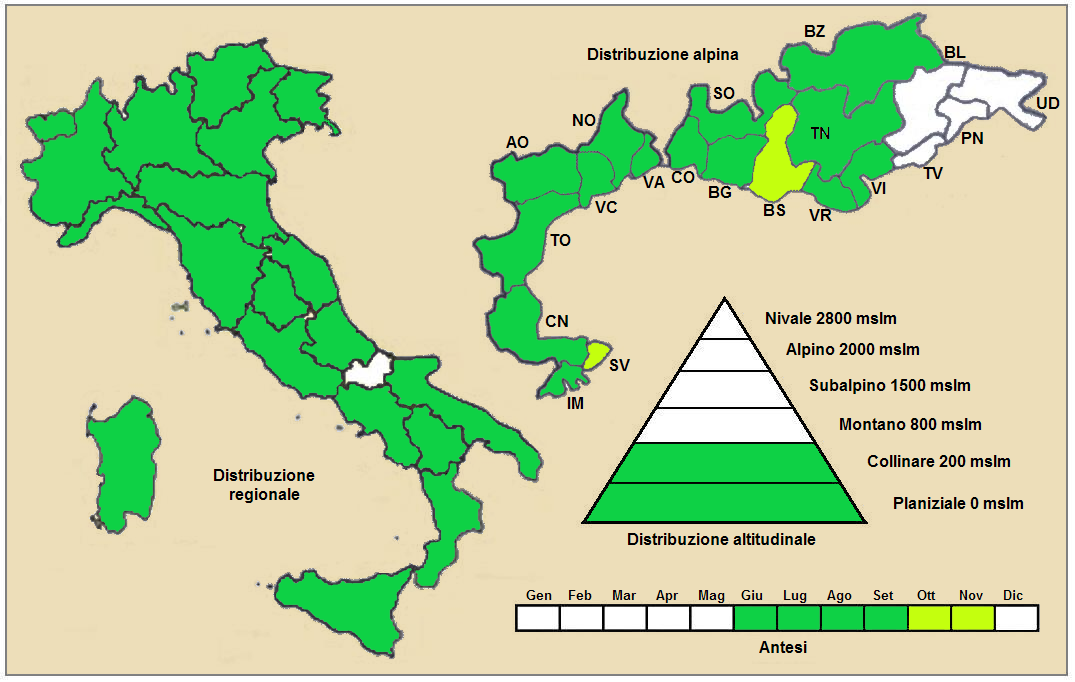
Distribuzione della pianta (Distribuzione regionale – Distribuzione alpina)

Geoelemento: il tipo corologico (area di origine) è Sub-Cosmopolita. Pseudognaphalium luteoalbum è originario dell'Eurasia.
Distribuzione: in Italia questa specie è rara, ma si trova su tutto il territorio. Fuori dall'Italia, sempre nelle Alpi, questa specie si trova in Francia, Svizzera e Austria. Sugli altri rilievi collegati alle Alpi è presente nel Massiccio del Giura, Massiccio Centrale, Pirenei, Monti Balcani e Carpazi. Nel resto dell'Europa e dell'areale del Mediterraneo si trova ovunque; è presente anche in Africa, in Asia (temperata) e in Australia. In America è introdotto e naturalizzato.
Habitat: l'habitat preferito per queste piante sono gli incolti umidi, i bordi stradali, i campi e pascoli, i fossati, gli argini, gli stagni stagionali, i giardini e altri siti disturbati. Il substrato preferito è calcareo ma anche siliceo con pH neutro, medi valori nutrizionali del terreno che deve essere umido.
Distribuzione altitudinale: sui rilievi alpini, in Italia, queste piante si possono trovare fino a 1.200 m s.l.m. (2.000 m s.l.m. altrove); nelle Alpi frequentano quindi i seguenti piani vegetazionali: collinare (oltre a quello planiziale).

### Fitosociologia
Dal punto di vista fitosociologico alpino la specie di questa voce appartiene alla seguente comunità vegetale:
Formazione: delle comunità terofiche pioniere nitrofile
Classe: Isoëto-Nanojuncetea

## Tassonomia
La famiglia di appartenenza di questa voce (Asteraceae o Compositae, nomen conservandum) probabilmente originaria del Sud America, è la più numerosa del mondo vegetale, comprende oltre 23.000 specie distribuite su 1.535 generi, oppure 22.750 specie e 1.530 generi secondo altre fonti (una delle checklist più aggiornata elenca fino a 1.679 generi). La famiglia attualmente (2021) è divisa in 16 sottofamiglie; la sottofamiglia Asteroideae è una di queste e rappresenta l'evoluzione più recente di tutta la famiglia.

### Filogenesi
Il genere di questa voce è descritto nella tribù Gnaphalieae, una delle 21 tribù della sottofamiglia Asteroideae. Da un punto di vista filogenetico, la tribù Gnaphalieae fa parte del supergruppo (o sottofamiglia) "Asteroideae grade"; l'altro è il supergruppo "Non-Asteroideae" contenente il resto delle sottofamiglie delle Asteraceae. All'interno del supergruppo è vicina alle tribù Senecioneae, Calenduleae, Astereae e Anthemideae.
Pseudognaphalium, all'interno della tribù, appartiene al clade Hap, un gruppo informale della sottotribù Gnaphaliinae che occupa una posizione più o meno "basale" ed è "fratello" ai cladi Flag e Australasian. Le specie di questo clade sono caratterizzate dalla divisione dello stereoma sulle brattee involucrali (hanno la base libera) e differiscono dalle "gnaphalie s.s." per i pochi e piccoli capolini, con forme cilindriche e con poche serie di brattee involucrali. Il clade tuttavia rimane ancora largamente parafiletico.
Pseudognaphalium si distingue dal genere simile Gnaphalium per l'assenza di foglie bratteali nelle infiorescenze, per le brattee dell'involucro colorate di giallo e bianco.
I caratteri distintivi per la specie  Pseudognaphalium luteoalbum  sono:
- l'altezza del fusto è di 5 - 30 cm;
- le foglie non sono decorrenti (in modo evidente) e sono bianco-tomentose su entrambe le facce;
- le brattee sono giallastre.

Il numero cromosomico della specie è: 2n = 14, 16 e 28.
Nella "Flora d'Italia" (seconda edizione) questa specie è nominata Laphangium luteoalbum (L.) Tzvelev.

### Sinonimi
Sono elencati alcuni sinonimi per questa entità:
- Dasyanthus conglobatus Bubani
- Filaginella luteoalba  (L.) Opiz
- Gnaphalium conglobatum  Lam.
- Gnaphalium depressum  Steud.
- Gnaphalium luteoalbum  L.
- Gnaphalium luteoalbum var. incanum  A.Rich. ex Endl.
- Helichrysum luteoalbum  (L.) Rchb.
- Laphangium luteoalbum  (L.) Tzvelev
- Gnaphalium alboluteum  Roxb.
- Gnaphalium diffusum  Baker
- Gnaphalium gracile  Blume
- Gnaphalium javanum  DC.
- Gnaphalium leontopodinum  Bory ex DC.
- Gnaphalium luteoalbum var. depressum  Lej.
- Gnaphalium luteoalbum var. glandulosum  Walp.
- Gnaphalium luteoalbum var. glomeratum  Porta
- Gnaphalium luteoalbum var. occidentale  Nutt.
- Gnaphalium luteoalbum var. pallidum  Hook.f.
- Gnaphalium luteolum  E.H.L.Krause
- Gnaphalium martabanicum  Wall.
- Gnaphalium molle  Salisb.
- Gnaphalium orixense  Roxb.
- Gnaphalium pallidum  Lam.
- Gnaphalium pompejanum  Ten.
- Gnaphalium reinwardtianum  Miq.
- Gnaphalium sphaericum  Perr. ex DC.
- Gnaphalium trifidum  Thunb.
- Helichrysum conglomeratum  Moench
- Pseudognaphalium luteoalbum var. pallidum  (Lam.) Karthik. & Moorthy
- Pseudognaphalium luteoalbum subsp. turcicum  Yıld.